# 眼科医 小室瞳の推理カルテ
『眼科医 小室瞳の推理カルテ』（がんかい こむろひとみのすいりカルテ）は、2001年から2002年までテレビ朝日系「土曜ワイド劇場」で放送されたテレビドラマシリーズ。全2回。主演は萬田久子。

## 登場人物

### レギュラー
小室瞳
演 - 萬田久子
京都にある『京洛総合病院』の眼科医で、嵐山にある『小室マンション』の大家。ミステリーマニアなのだが、現場は苦手。
水木亜由美
演 - 辺見えみり
新聞社の文化生活部の家庭欄記者。社会部への転属を希望している。ドライアイ気味だったが、瞳の治療により良くなっている。第2作では意外な過去がわかり重要なキーパーソンとなる。
詩村清人
演 - 角田英介（第1作）
京都東警察署の刑事。熊取の部下。住まいは『小室マンション』で、10年間家賃を据え置きになっているため、大家である瞳に頭が上がらないところも。横浜に母がいる。亜由美から言い寄られている。
戸村隼人
演 - 野村祐人（第2作）
京都東警察署の刑事。熊取の部下。亜由美の婚約者。
小室菊枝
演 - 正司花江
瞳の母。嵐山にある『ラーメン専門店 雲南』の店主。多忙なため、娘である瞳に手伝わせることがある。
熊取源太
演 - 西岡徳馬
京都東警察署の刑事。愛称は「クマさん、熊取さん」。糖尿病の食事療法中の身である。妻に逃げられて以来、主治医である瞳のことが気になっている。

### ゲスト
第1作「日本三大美人湯龍神温泉であなたの瞳が見ていたはず！」（2001年）
- 氷川雪乃（フリースクールの教師） - 中山忍
- 稲本時子（隆一の母） - あいはら友子
- 旅館の女将 - 三島ゆり子
- 猿田康夫（講演会の講師） - 上杉祥三
- 稲本隆一（小学生） - 久野雅弘
- 楢崎（警備員） - 頭師佳孝
- 北島（講演会の受付係） - みやなおこ
- オノ（講演会のスタッフ） - 前田りょうてん
- 主婦 - 川俣しのぶ
- 喫茶店の経営者 - 町野あかり
- 遠藤陽介（特別講師） - 竹下眞
- 「ラーメン専門店 雲南」の客 - ホープユタカ
- 山田（駐在さん） - 渋谷天外
- 芦原あかね、林十夢、南田是也、田中江利奈、斉藤尚子（斉藤雪乃）、あん、藤本学、柿木京子

第2作「京都〜信州 死角に潜む殺人者！白樺が見た哀しい復讐」（2002年）
- 蒔田竹雄（さやかの義父、タクシー運転手） - 佐戸井けん太
- 志賀（蒔田の仕事仲間のタクシー運転手） - 松澤一之
- 大谷（瞳の患者、白樺花粉症） - 円城寺あや
- 蓼沼さやか（女子高生） - 高松あい
- 仲本（詐盲の男） - 佐川満男
- 蓼沼玲子（さやかの母、蒔田の妻） - 赤座美代子

## スタッフ
- 脚本 - 田子明弘
- 監督 - 皆元洋之助
- 技術協力 - テイクシステムズ
- 照明協力 - サンライズアート
- プロデューサー - 内片輝（ABC）、皆元洋之助（東通企画）、松本明（Aproオフィス）
- 制作協力 - Aproオフィス
- 制作 - ABC、東通企画

## 放送日程
| 話数 | 放送日        | サブタイトル                                       | 脚本     | 監督       |
| ---- | ------------- | -------------------------------------------------- | -------- | ---------- |
| 1    | 2001年9月15日 | 日本三大美人湯龍神温泉であなたの瞳が見ていたはず！ | 田子明弘 | 皆元洋之助 |
| 2    | 2002年6月22日 | 京都〜信州 死角に潜む殺人者！白樺が見た哀しい復讐  | 田子明弘 | 皆元洋之助 |